# Bão Kong-rey (2018)
Bão Kong-rey, được biết đến ở Philippines với tên Queenie, là siêu bão mạnh nhất thế giới năm 2018 cùng với  siêu bão Yutu. Cơn bão nhiệt đới thứ hai mươi lăm và cơn bão cuồng phong thứ mười một của mùa bão Thái Bình Dương 2018, Kong-rey bắt nguồn từ một sự xáo trộn nhiệt đới ở Thái Bình Dương mở. Trong một vài ngày, nó đã đi về phía tây, tổ chức thành một áp thấp nhiệt đới vào ngày 27 tháng 9. Sau đó, nó đã tăng cường thành một siêu bão cuồng phong cấp 5 vào đầu ngày 2 tháng 10. Kong-rey đã trải qua một chu kỳ thay thế mắt sau cường độ cực đại, khiến nó suy yếu thành cơn bão cấp 3 trong điều kiện không thuận lợi. Kong-rey sau đó quét qua Hàn Quốc vào ngày 6 tháng 10 với sức gió của bão nhiệt đới dữ dội. Kong-rey chuyển sang một xoáy thuận ngoại nhiệt đới vào cuối ngày hôm đó trong khi ảnh hưởng đến Nhật Bản.

## Lịch sử khí tượng
Vào cuối tháng 9 năm 2018, một dải hội tụ nhiệt đới hình thành trong vùng biển gần đảo Pohnpei ở Liên bang Micronesia. Trung tâm Cảnh báo Bão Liên hợp gán tên 94W. Trong vài ngày tới, hệ thống di chuyển về phía tây và được tổ chức thành áp thấp nhiệt đới vào ngày 27 tháng 9 và JMA đã bắt đầu theo dõi về cơn bão, trong khi JTWC đã ban hành ATNĐ. Vào ngày 28 tháng 9, JTWC đã chỉ định hệ thống là 30W, trong khi JMA đã đưa ra một cảnh báo cho hệ thống. Khi áp thấp nhiệt đới 30W tiếp tục tăng cường, hệ thống đã trở thành một cơn bão nhiệt đới và được đặt tên là Kong-rey bởi JMA. Vào ngày 29 tháng 9, hệ thống di chuyển xa hơn về phía tây, gặp các điều kiện thuận lợi để tăng cường và trở thành một cơn bão nhiệt đới. Cuối ngày hôm đó, Kong-rey tăng cường thành một cơn bão nhiệt đới dữ dội, và vào ngày 30 tháng 9, cơn bão đã đạt được trạng thái bão cuồng phong vào lúc 03:00 UTC. Kong-rey tiếp tục tăng cường và lúc 18:00 UTC vào ngày 1 tháng 10, Kong-rey trở thành siêu bão tương đương loại 4 trong thang bão Saffir-Simpson. Sáng sớm ngày 2 tháng 10, Kong-rey đạt đỉnh siêu bão cấp 5. Bị ảnh hưởng bởi gió cắt theo chiều dọc, lượng ẩm từ biển thấp và nhiệt độ bề mặt biển giảm, cơn bão dần dần suy yếu thành cơn bão cấp 3 vào ngày 3 tháng 10 trong khi trải qua chu trình mắt bão. Sự biến đổi gió cắt theo chiều dọc và nhiệt độ bề mặt biển thấp hơn cản trở sức mạnh của Kong-rey, và Kong-rey bị suy yếu xuống một cơn bão nhiệt đới vào ngày 4 tháng 10. Đầu tháng 6, Kong-rey đổ bộ lên Tongyeong, tỉnh Gyeongsang Nam, Hàn Quốc. Sau đó cùng ngày, Kong-rey chuyển thành một cơn lốc xoáy ngoại nhiệt đới, trong khi tác động đến miền nam Hokkaido, khu vực gần Hakodate.

## Tác động
Tính đến tháng 10 năm 2018, 3 người đã thiệt mạng vì bão, trong đó có hai người từ Hàn Quốc.
Thiệt hại trên toàn quốc là 54,9 tỷ ₩ (48,5 triệu USD). Mặc dù Kong-Rey đã không đổ bộ trực tiếp lên Kyushu và Shikoku, nhưng hoàn lưu mang mưa lớn của nó ảnh hưởng đến hai hòn đảo. Tại một khu vực ở Shikoku, lượng mưa trong một ngày lên tới 300 mm. Tại Nagasaki, hơn 12.000 hộ gia đình mất điện. Ở tỉnh Fukuoka, một người đã chết vì mưa lớn.
Thiệt hại nông nghiệp do bão gây ra ở hai tỉnh Okinawa và Miyazaki là khoảng 13,99 tỷ ¥ (123 triệu đô la Mỹ).